# Nijefurd
Nijefurd (anhörenⓘ) ist eine ehemalige Gemeinde der Provinz Friesland (Niederlande). Sie hatte 10.971 Einwohner (Stand: 31. Dezember 2010). Seit dem 1. Januar 2011 ist Nijefurd ein Teil der neu gebildeten Gemeinde Súdwest Fryslân.
Der Verwaltungssitz war Workum, die anderen Orte in der Gemeinde waren: Hemelum, Hindeloopen, It Heidenskip, Koudum, Molkwerum, Scharl, Stavoren und Warns.

## Politik

### Sitzverteilung im Gemeinderat
| Partei                            | Sitze | Sitze | Sitze | Sitze |
| Partei                            | 1994  | 1998  | 2002  | 2006  |
| --------------------------------- | ----- | ----- | ----- | ----- |
| CDA                               | 7     | 6     | 6     | 5     |
| PvdA                              | 4     | 3     | 3     | 3     |
| FNP                               | —     | 1     | 2     | 2     |
| VVD                               | 2     | 2     | 3     | 2     |
| GroenLinks                        | 1     | 1     | 1     | 2     |
| ChristenUnie                      | —     | —     | —     | 1     |
| D66                               | 1     | 1     | 0     | —     |
| Algemeen Ouderen Verbond/Unie 55+ | —     | 1     | —     | —     |
| Gesamt                            | 15    | 15    | 15    | 15    |